# سیارک ۶۵۷۶
سیارک ۶۵۷۶ (به انگلیسی: 6576 Kievtech، نامگذاری:1978RK1) شش هزار و پانصد و هفتاد و ششمین سیارک کشف شده‌است که در ۵ سپتامبر ۱۹۷۸ کشف شد.
قدر مطلق سیارک برابر ۱۲٫۵۰ است.